# Amarpatan
Amarpatan là một thị xã và là một nagar panchayat của quận Satna thuộc bang Madhya Pradesh, Ấn Độ.

## Địa lý
Amarpatan có vị trí 24°19′B 80°59′Đ / 24,32°B 80,98°Đ Nó có độ cao trung bình là 358 mét (1174 feet).

## Nhân khẩu
Theo điều tra dân số năm 2001 của Ấn Độ, Amarpatan có dân số 16.365 người. Phái nam chiếm 53% tổng số dân và phái nữ chiếm 47%. Amarpatan có tỷ lệ 63% biết đọc biết viết, cao hơn tỷ lệ trung bình toàn quốc là 59,5%: tỷ lệ cho phái nam là 71%, và tỷ lệ cho phái nữ là 54%. Tại Amarpatan, 17% dân số nhỏ hơn 6 tuổi.